# 青鷺火

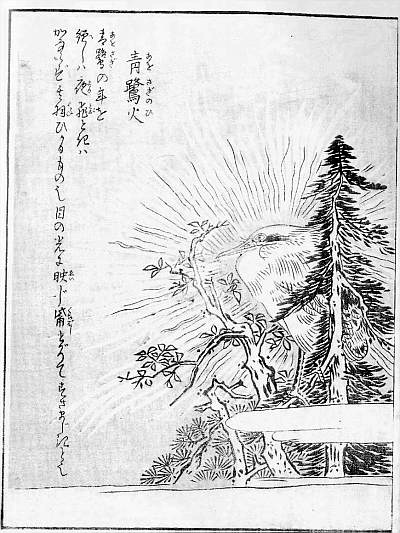
鳥山石燕《今昔画図続百鬼》中的「青鷺火」

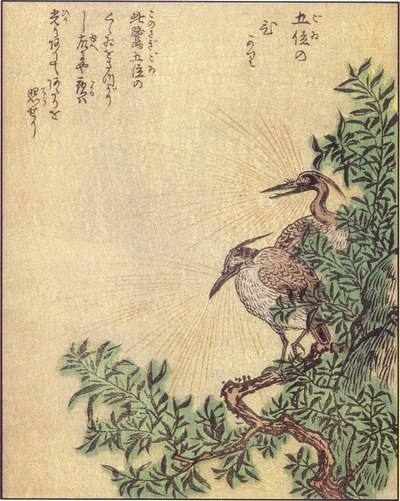
竹原春泉画《絵本百物語》中的「五位の光」

青鷺火（あおさぎび、あおさぎのひ），是指鷺鳥的身體在夜晚發出青白色亮光的日本神秘現象。。又稱作五位の火（ごいのひ）或五位の光（ごいのひかり）。
雖然寫作「青鷺」，但實際上該鷺鳥指的卻不是蒼鷺而是夜鷺(夜鷺在日語中稱為「五位鷺」、ゴイサギ)。

## 概要
江戶時代聞名的妖怪畫集－－鳥山石燕的《今昔畫圖續百鬼》或《繪本百物語》也有收錄，在江戶時代是相當有名的怪談故事。另外在江戶晚期的戲作作家．櫻川慈悲功所著的《變化物春遊》中也有在大和國（現在的奈良縣）目擊發光夜鷺的記述。根據該故事，被稱作「化柳」的大柳樹每晚都會發出青色的火光造成群眾恐慌，某一個下雨的夜裡，一名男子心想「下雨的晚上應該不會起火」而靠近一看時，整棵樹突然發出青藍色的光芒，男子因為太過恐懼暈了過去。這個怪異現象也就被認為是青鷺所為。。根據新潟縣佐渡島新穗村（現在的佐渡市）的傳說，根本寺的梅樹每天晚上都會有龍燈（相傳是龍神點燃的鬼火）飛來，有人以箭射之，這才發現是隻鷺鳥。
民間有不少夜鷺或野鴨、雉雞等山中林鳥在夜間飛行時羽翼發光的傳說，目擊次數也不少。鄉土研究家・更科公護的著作《發光的鳥．人魂．火柱》中也記載了於昭和3年年間茨城縣也有見到夜鷺發出青白光芒，如青鷺火那般發出青白光輝的蒼鷺或夜鷺的目擊事蹟。鷺鳥變得像火球一樣。也有嘴啣著火的樹枝飛翔，口中吐出火焰的的說法，也曾有人在多摩川的水面目擊吐火夜鷺的紀錄。。江戶時代的百科事典《和漢三才圖繪》中也指出夜鷺在夜空飛翔的就像火焰一般，特別是在月夜時看起來更是耀眼，有可能因此人們將之誤認為妖怪。。
另外也有夜鷺會如狐、狸或化貓那樣，因為年歲增長而轉化成妖怪的民間傳承。這是由於夜鷺的夜行性，以及會一邊大聲鳴叫一邊飛過夜空的樣子，帶給人不尋常印象的說法。也有一說是年老的夜鷺胸前會生出鱗片，散布黃色的粉末，一到秋天就會放出青藍色的光芒，飛過多雲的天空。
以科學角度來看，這是生長在水邊發光性細菌附著在鳥類的身上，夜間受月光照射看起來像是在發光一樣的說法最為有力。另外也有一說是夜鷺胸前生長的白毛在夜晚看起來就像在發光一樣。

## 《吾妻鏡》中類似的怪異
《吾妻鏡》13世紀中期在建長8年（1256年）6月14日一節中，有著「看見有一發光物體，長五尺餘（165公分左右）。其身體一開始形似白鷺。隨後卻變得火紅。移動的軌跡、就像拖曳的白布一樣」的記述。由於文中「在本國還沒有見過這種事例」的記述，這被視為是單就發光鷺鳥的怪異現象而言最古老的記述。但是剛怪異現象中提到的是「像鷺鳥形體的怪異光芒」（還有最後變成了紅色）。

## 其他
- 《耳囊》一書在文化2年（1805年）秋天時分的紀錄中，有一名住在江戸四谷的人走在夜路上時，與一名身穿白衣，卻沒有腰部以下部分的人擦身而過，心想是不是遇上幽靈而回頭確認時、那人的一隻大眼睛突然發光，受到驚嚇的村人就衝了上去又打又砍、將之擊倒並刺殺後卻發現是隻大夜鷺的故事。之後那人便將該鷺就這麼帶回去，亨煮過後便吃掉了。也因此「將幽靈煮來吃」成為街巷間流傳的故事[8]。人被妖怪吃掉的故事雖然很多，但妖怪被人吃掉的故事卻很罕見。

## 備註
1. 1 2  村上健司 『妖怪事典』 毎日新聞社、2000年、3頁。ISBN 978-4-620-31428-0。
2. 1 2  多田克己 《竹原春泉繪百物語-桃山人夜話-》 国書刊行会、1997年、152頁。ISBN 978-4-336-03948-4。
3. ↑  『妖怪事典』 170頁。
4. ↑  茨城の民俗 通巻20号 光る鳥・人魂・火柱 （页面存档备份，存于） （怪異・妖怪伝承データベース （页面存档备份，存于）内） 2008年2月12日閲覧
5. ↑  ひでばち 通巻11号 霞が浦周辺奇談 （页面存档备份，存于） （同上） 2008年2月12日閲覧
6. ↑  山口敏太郎 『江戸武蔵野妖怪図鑑』 けやき出版、2002年、72頁。ISBN 978-4-87751-168-5。
7. 1 2  宮本幸枝・熊谷あづさ 『日本の妖怪の謎と不思議』 学習研究社〈GAKKEN MOOK〉、2007年、48頁。ISBN 978-4-05-604760-8。
8. ↑  『耳袋の怪』 訳 志村有弘 角川ソフィア文庫 2002年